# Котов, Пётр Иванович
Пётр Иванович Ко́тов (1889—1953) — советский живописец. Заслуженный деятель искусств РСФСР (1946). Лауреат Сталинской премии второй степени (1948).

## Биография

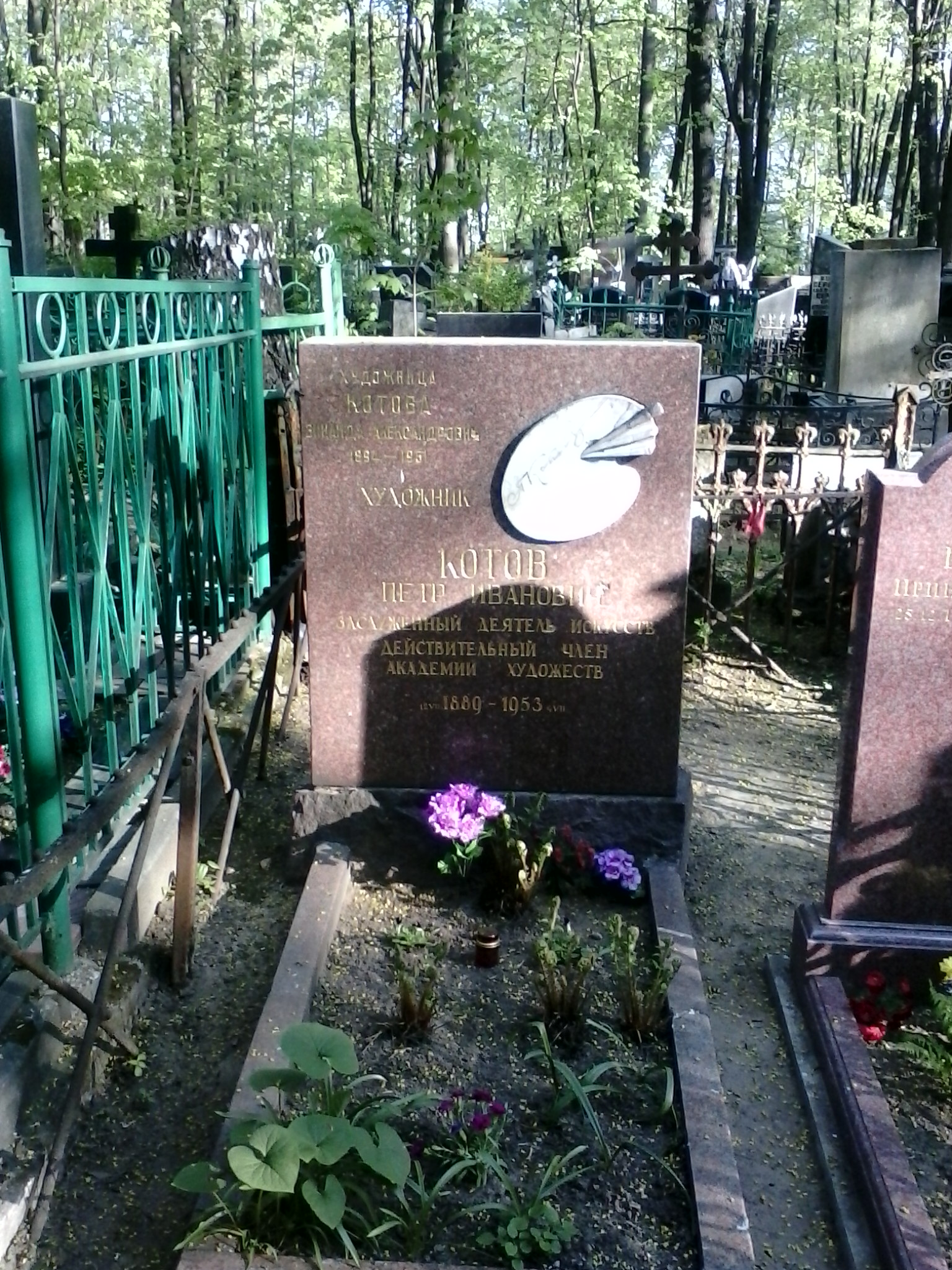
Могила Котова на Введенском кладбище Москвы.

Родился 26 июня (8 июля) 1889 года в слободе Владимировка (ныне город Ахтубинск Астраханской области) в семье иконописца.
1903—1909 — учился в Казанской художественной школе у Н. И. Фешина.
1909—1916 — учился в Петербургской Академии художеств у Ф. А. Рубо и Н. С. Самокиша.
1916 — за работы «Сбор на охоту» и «Письмо с Родины в окопах» получил звание художника и право пенсионерской поездки за границу.
С 1922 года жил в Москве.
1923—1928 — член АХРР .
1941—1945 — в годы Великой Отечественной войны был ответственным за выпуск «Окон ТАСС» в Пензе.
1949 — действительный член АХ СССР.
Умер 4 июля 1953 года. Похоронен в Москве на Введенском кладбище (участок №6).

## Преподавательская деятельность
1937—1941 — преподавал в Высших государственных художественных мастерских в Астрахани. В 1940 году стал профессором.
1944—1948 — ВГИК.
1949—1950 — МГАХИ имени В. И. Сурикова.

## Работы художника
Художник Котов в ряде произведений отразил подвиг красноармейцев — он участвовал в создании панорамы «Штурм Перекопа»,
а также «трудовой энтузиазм» первых пятилеток:
- «Кузнецкстрой. Домна № 1», 1931, Государственная Третьяковская галерея
- «Красное Сормово», 1937, Саратовский художественный музей имени А. Н. Радищева
- «В сталепрокатном цеху»
- «Столяр первого разряда»
- «Рабочий»
- «Шахтеры»

C конца 1930-х годов много работал как портретист. Он создал обширную галерею портретов общественных деятелей, представителей науки и искусства.
Наиболее удачные и значительные портреты:
- Г. К. Жукова
- К. К. Рокоссовского
- И. Х. Баграмяна
- академиков Н. Н. Бурденко и Л. А. Орбели
- Е. Н. Гоголевой
- А. К. Тарасовой
- И. Д. Шадра, 1936, Киевский музей русского искусства;
- Н. Д. Зелинского 1947, Государственная Третьяковская галерея

Художник умел почувствовать и точно передать внутренний мир своих героев, их характер. Его произведения отличаются глубоким психологизмом, искренностью, колористическим разнообразием.
Другие работы художника:
- «И. В. Мичурин со студентами[3]»
- «Гнедая лошадь»
- «Сельский пейзаж»

Работы художника находятся в Государственной Третьяковской галерее, в Государственном Русском музее, во многих региональных музеях России.

## Награды и премии
- Сталинская премия второй степени (1948) — за портрет Н. Д. Зелинского (1947)
- заслуженный деятель искусств РСФСР (1946)